# جورج لمان
جورج لمان (انگلیسی: George Lehmann؛ زادهٔ ۱ مهٔ ۱۹۴۲) بازیکن بسکتبال اهل ایالات متحده آمریکا است. از باشگاه‌هایی که در آن بازی کرده‌است می‌توان به آتلانتا هاوکس اشاره کرد.